# Carey Lowell
Carey Lowell (ur. 11 lutego 1961 w Huntington) – amerykańska aktorka i modelka. Dziewczyna Bonda w filmie Licencja na zabijanie (1989).

## Życie prywatne
9 listopada 2002 została żoną Richarda Gere’a. 6 lutego 2000 urodził się ich syn Homer James Jigme. Od września 2013 para była w separacji, a w 2016 się rozwiodła.

## Wybrana filmografia

### Filmy
- 1989: Licencja na zabijanie (Licence to Kill) jako Pam Bouvier
- 1990: Opiekunka (The Guardian) jako Kate
- 1993: Bezsenność w Seattle (Sleepless in Seattle) jako Maggie Baldwin
- 1995: Zostawić Las Vegas (Leaving Las Vegas) jako Bank Teller
- 1997: Lemur zwany Rollo (Fierce Creatures) jako Cub Felines

### Seriale
- 1996-2022: Prawo i porządek (Law & Order) jako Jamie Ross (rola powracająca)
- 2006-2007: Sześć stopni oddalenia (Six Degrees) jako Christine Caseman (5 odcinków)